# Prorella tremorata
Prorella tremorata är en fjärilsart som beskrevs av Mcdunnough 1949. Prorella tremorata ingår i släktet Prorella och familjen mätare. Inga underarter finns listade i Catalogue of Life.